# Curia Regis (Hongrie)
Pour les articles homonymes, voir Curia regis.
La Curia Regis (en hongrois : Magyar Királyi Kúria) ou Cour royale de Hongrie, a fonctionné comme la Cour suprême du royaume de Hongrie de 1723 à 1949. Son siège est l'actuel musée ethnographique de Budapest.

## Histoire
Ses origines juridiques sont celles des tribunaux tenus par les grands juges du pays et bureaucrates au siège du roi (en latin: Cuia Regis).
Sous la cession de la diète de 1723, convoquée par Charles VI pour faire approuver la Pragmatique Sanction, l'appareil judiciaire est quelque peu réformé. La Curia Regis, qui siège à Pozsony, devient permanente pour remplacer les justices itinérantes. En outre, la Diète de 1723 créé les cours d'appel  de district (kerületi bíróságok) pour pallier en ce qui concerne la justice moyenne (quatre au total: Nagyszombat, Köszeg, Eperjes et Debrecen). La Curia Regis devient bicamérale: la Tables des Sept ou Septemvirale (en latin: Tabula Septemviralis ; en hongrois: Hétszemélyes Tábla) et la Table royale  (en latin: Tabula Regia Judiciaria ; en hongrois: Királyi Ítélőtábla). 

### Table des Sept
Elle constitue une cour d'appel de dernier ressort. La Table Septemvirale rend les appels concernant les verdicts de la Table royale et de la Table des banats (Tabula Banalis (en)). Il n'est pas possible de faire appel de son verdict dans les affaires civiles. Dans les affaires pénales, le roi a le pouvoir d'accorder une amnistie ou la grâce. La Table des Sept est présidée par le palatin de Hongrie, accompagné du Juge suprême ou Grand Juge, de cinq prélats (les archevêques d'Esztergom et de Kalocsa et trois évêques catholiques) ainsi que de six magnats et neuf nobles. Ses membres sont choisis de manière que toutes les régions du pays soient représentées.

### Table royale
Elle fonctionne comme une cour de justice pour la noblesse et comme une cour d'appel criminelle. Elle peut instruire en première instance toutes les affaires qui impliquent des nobles et elle juge en appel les affaires criminelles passées devant les cour de district. Présidée par le Personalis Presentiae Regis ou Juge en chef (en) (en hongrois: királyi személynök), la Table royale de justice comprend deux prélats, deux magnats, le vice-palatin, le vice-juge suprême du royaume, quatre juge professionnels ou protonotaires, un juge royal, quatre jurés royaux, deux juges nommés par le primat de Hongrie, et quatre juges laïques.

## Sources
- József Bokor: A Pallas nagy lexikona, Arcanum: FolioNET (1893–1897, 1998.).  (ISBN 963 85923 2 X)
- Histoire de la Curia (hu)
- Jean Bérenger: L'administration de la justice dans la Hongrie des Lumières in Mélanges offerts au professeur Maurice Gresset, Presses Univ. Franche-Comté, 2007  (ISBN 2848671866)